# The Howling (disc EP)
The Howling (EP) a fost lansat de către casa de înregistrări Roadrunner Records pe data de 1 mai a anului 2007 și a fost comercializat exclusiv în rețeaua de magazine Hot Topic, din Statele Unite. Pe acesta sunt incluse melodii ale formației olandeze de metal simfonic, Within Temptation. Doar după câteva ore de la lansare, EP-ul a fost vândut în limita stocului.

## Lista melodiilor
1. "The Howling"
2. "Stand My Ground"
3. "Angels"
4. "Jillian"
5. "Memories"